# 福居英晃
福居 英晃（ふくい ひであき、1977年4月8日 - ）は、日本の映像ディレクター。ミュージック・ビデオやCMなどの演出を手がけている。

## 略歴
石川県出身。京都芸術短期大学造形芸術学部映像コース卒業。
2000年1月、ミュージック・ビデオ制作会社竹内芸能企画に入社。
2006年4月からフリーのディレクターとして独立。

## 作品

### ミュージック・ビデオ
アイドリング!!!
- 告白（2008年）
- 「職業:アイドル。」（2008年）
- 無条件☆幸福（2009年）
- S.O.W. センスオブワンダー（2009年）

i☆Ris
- ウィーアー!（2013年）
- イチズ（2013年）
- §Rainbow（2013年）
- 幻想曲WONDERLAND（2013年）
- 徒太陽（2014年）
- Make it!（2014年）
- ミラクル☆パラダイス（2014年）
- Realize!（2015年）
- ドリームパレード（2015年）
- ブライトファンタジー（2015年）
- Goin'on（2016年）
- Ready Smile!!（2016年）
- Re:Call（2016年）
- Shining Star（2017年）
- Memorial（2018年）
- Changing point（2018年）
- Endless Notes（2019年）
- ハピラキ☆Dream Carnival（2020年）
- 12月のSnowry（2021年）
- ハートビート急上昇 （2021年）
- Anniversary（2022年）
- White Lyrical Kingdom（2024年）
- 愛 for you!（2024年）
- 希望の花を（2024年）

芦田愛菜
- みんなのハッピーバースデイ（2011年）

Animelo Summer Live
- CROSSING STORIES（2019年）

AFTERSCHOOL
- Lady Luck（2012年）

あふりらんぽ
- あふりらんぽ（2005年）
- あかんこのまま帰さない（2005年）

Applicat spectra
- 神様のすみか（2012年）

阿部真央
- ロンリー（2010年）
- モットー。（2011年）

嵐
- We can make it!（2007年）
- One Love（2008年）

=LOVE
- 今、この船に乗れ！（2018年）

石田裕子
- Missin' U（2007年）

石原詢子
- 逢いたい、今すぐあなたに・・・。（2011年）

磯貝サイモン
- 帰り道にて（2007年）

伊藤かな恵
- タイニーローグ（2011年）

175R
- リフレイン〜青春馬鹿野郎〜（2009年）
- 東京（2009年）

井上ジョー
- ハミングバード（2007年）
- HELLO!（2008年）

うたまろ
- いつかは笑って歌える悲しい歌（2006年）

AKB48グループ
- AKB48
  - 3つの涙（スペシャルガールズ名義、2012年）
  - NEW SHIP（スペシャルガールズA名義、2012年）
  - ロマンス拳銃（Team B名義、2013年）
  - 恋するフォーチュンクッキー サイバーエージェントグループ STAFF Ver.（2013年）
  - 清純フィロソフィー（Team 4名義、2013年）
- SKE48
  - DIRTY（Team S名義、2015年）
  - 素敵な罪悪感（Team S名義、2015年）
  - いい人いい人詐欺（やんちゃな天使とやさしい悪魔名義、2016年）
  - 触らぬロマンス（サクララブレター32名義、2018年）
  - Cherry17（Team KⅡ名義、2024年）
- NMB48
  - 右へ曲がれ!（紅組名義、2012年）
  - 恋愛被害届け（紅組名義、2012年）
- HKT48
  - 初恋バタフライ（2012年）
  - 今がイチバン（うまくち姫名義、2013年）
- SDN48
  - 佐渡へ渡る（アンダーガールズB名義、2010年）
  - 淡路島のタマネギ（アンダーガールズB名義、2011年）
  - 愛よ 動かないで（レイチェル名義、2011年）
  - アバズレ（アンダーガールズB名義、2011年）
  - 終わらないアンコール（2012年）
- 渡り廊下走り隊7
  - バレンタイン・キッス（2010年）
  - へたっぴウィンク（2011年）
  - 希望山脈（2011年）
  - 少年よ 嘘をつけ!（2012年）
- 河西智美
  - まさか（2012年）
- AKBアイドリング!!!
  - チューしようぜ!（2009年）
- トランジットガールズ
  - だって 雨じゃない?（2015年）
- ふぅさえ
  - あばたもえくぼもふくわうち（2017年）

YELL FROM NIPPON
- 友情のエール（2006年）

FBDB
- 撫子MANGO FRUITS〜FBDB ANTHEM（2005年）

X21
- Beautiful X（2017年）
- 現実から逃げるから現実がツラいんだ（2017年）
- デスティニー（2018年）

遠藤会
- 健全ロボ ダイミダラー（2014年）

大塚愛
- 360°（2008年）

大橋卓弥＋さかいゆう
- ピアノとギターと愛の詩（2010年）

小野大輔
- DELIGHT（2011年）

オマスガ
- さよならサンセット 〜 Shangri-La（2009年）

on button down
- 蝉時雨（2005年）

KAT-TUN
- TO THE LIMIT（2012年）
- 不滅のスクラム（2012年）
- Connect & Go（2013年）

Galileo Galilei
- 夏空（2010年）
- 四ツ葉さがしの旅人（2010年）
- さよならフロンティア（2011年）
- 明日へ（2011年）

ギターウルフ
- 暴走レター（2004年）

グッドモーニングアメリカ
- ファイティングポーズ（2013年）

CLUTCHO
- Billy Billy（2013年）

ケツメイシ
- 君とつくる未来（2011年）

欅坂46
- チューニング（2017年）

ケラケラ
- さよなら大好きだったよ（2012年）

洸平
- STAND UP!（2008年）

ghostnote
- スタート（2008年）
- I、愛、会い（2008年）
- 桜道（2009年）
- アマノガワ（2009年）
- ボクキミビリーバー（2010年）
- まあいっか（2012年）
- a walk in the life（2012年）

COALTAR OF THE DEEPERS
- Dead By Dawn（2004年）

近藤夏子
- ハナビラナミダ（2011年）

さくら学院
- ベリシュビッッ（2011年）
- Song for Smiling（2012年）

サクラメリーメン
- サイハテホーム（2006年）

ザ・コブラツイスターズ
- 東京ひより（2006年）

The Sketchbook
- 道（2011年）
- クローバー（2011年）
- Message（2012年）

THE NEUTRAL
- 君に届け（2004年）

ザ・マスミサイル
- 今（2006年）

the ARROWS
- マストピープル（2006年）

CNBLUE
- Lady（2013年）

シェネル
- タッチ（クロース・トゥ・ユー）（2012年）

GEM
- Baby, Love me! (2015年)

Ciel
- 言えたらいいのに・・・（2007年）

jealkb
- 嘆きのエンドレス（2008年）

シュノーケル
- 天気予報（2007年）
- 奇跡 (EQ Version)（2007年）

supreme sound recreation
- Liberty（2007年）

私立恵比寿中学
- Go!Go!Here We Go!ロック・リー（2012年）

Cyntia
- Run to the Future（2012年）
- 深愛エゴイズム（2013年）

C-999
- 心、今を歌え（2007年）

supercell
- 拍手喝采歌合（2013年）

Skoop On Somebody
- 椛〜momiji〜（2009年）

SKELT 8 BAMBINO
- あらうんどTHEワールド!（2007年）

鈴村健一
- ポジティヴマンタロウ（2012年）
- シロイカラス（2012年）

STANCE PUNKS
- ノーボーイ・ノークライ（2005年）
- LET IT ROCK（2006年）
- アイワナビー（2008年）

SNAIL RAMP
- NEXT TIME（2008年）

住岡梨奈
- ハレノヒ（2012年）

Sunya
- キミのとなりで… feat. 中村舞子（2012年）
- ずっとずっと二人で... feat. 菅原紗由理（2012年）

芹澤優
- マジカル☆ラブ（秋月マキシ名義、2013年）

SOUL'd OUT
- GROWN KIDZ（2007年）

ZORO
- レイテンシー・スノー（2009年）
- timeland（2009年）

竹達彩奈
- 週末シンデレラ（2013年）

タッキー&翼
- 愛はタカラモノ（2010年）

田村ゆかり
- パーティーは終わらない feat.motsu from m.o.v.e（2012年）
- W:Wonder tale（2013年）
- Fantastic future（2013年）
- 恋と夢と空時計（2013年）

CHERRYBLOSSOM
- DIVE TO WORLD（2007年）
- 春風LOVER SONG（2008年）
- CYCLE（2008年）

CHERRY LYDER
- お前はウシか!?（2007年）

茅原実里
- Planet patrol（2011年）
- ありがとう、だいすき（2015年）

チャットモンチー
- ハナノユメ（2005年）
- 恋の煙（2006年）
- シャングリラ（2006年）
- ヒラヒラヒラク秘密ノ扉（2008年）
- テルマエ・ロマン（2012年）
- Magical Fiction（2017年）

チャラン・ポ・ランタン
- メビウスの行き止まり（2015年）

ChouCho
- DreamRiser（2012年）

超特急
- Starlight（ウルトラ超特急名義、2013年）
- Kiss Me Baby（2013年）
- ikki!!!!!i!!（2014年）
- Believe×Believe（2014年）
- EBiDAY EBiNAI（2014年）
- Gravitation（2014年）
- バッタマン（2015年）

つばきファクトリー
- 就活センセーション（2017年）
- 春恋歌（2018年）

DiVA
- Lost the way（2012年）

Doll☆Elements
- エクレア～love is like a sweets～ [1]（2016年）

テゴマス
- もしも、この世界から○○がなくなったら（2010年）

デリカテッセン
- My Friend（2006年）

でんぱ組.inc
- ギダギダdaズバズバda!!（2015年）

東京女子流
- キラリ☆（2010年）
- 頑張って いつだって 信じてる（2010年）
- サヨナラ、ありがとう。（2011年）
- 追憶-Single Version-（2012年）
- ちいさな奇跡（2013年）
- Partition Love（2014年）

東京パフォーマンスドール
- Glitter（2017年）

AAA
- Charge & Go!（2011年）

9nine
- 流星のくちづけ（2012年）
- Brave（2012年）
- White Wishes（2012年）

中川翔子
- ホロスコープ（2011年）
- 宇宙でプロポーズ（2012年）

七森中☆ごらく部
- ゆりゆららららゆるゆり大事件（2011年）

並木瑠璃
- 学園天国（2008年）

西野カナ
- glowly days（2008年）
- Style.（2008年）
- MAKE UP（2009年）

乃木坂46
- 狼に口笛を（アンダーガールズ名義、2012年）

野中藍
- ウレシ泣キ（2007年）、アマノジャク（2008年）

nobodyknows+
- fallin' （nobodyknows+ feat. シゲルBROWN名義、2008年）

ハジ→
- おまえに。（2010年）

HAPPY BIRTHDAY
- K（2010年）

馬場俊英
- ファイティングポーズの詩（2009年）

PAPA B
- Crasher（2005年）

ハルカミホ
- Lovers' tone（Me_ho名義、2008年）

Halo at 四畳半
- モールス（2016年）

Hey! Say! JUMP
- ウィークエンダー [2]（2014年）
- Mr. Flawless [3]（2016年）
- マエヲムケ [4] [5]（2018年）
- Last Mermaid... [6] [7]（2020年）
- Fab-ism [8] [9]（2020年）

Hello Sleepwalkers
- 猿は木から何処へ落ちる（2014年）

HUNGRY DAYS
- 喜怒哀楽（2004年）
- 卒業のうた（2005年）
- 喜怒哀楽 BEATKIDS Ver.（2005年）
- らしくあれ!（2005年）
- オレンジ・スペクトラム（2005年）
- 世界が晴れた日には（2005年）

HiGE
- D.I.Y.H.i.G.E.（2009年）

ヒャダイン
- ヒャダインのカカカタ☆カタオモイ-C（2011年）
- ヒャダインのじょーじょーゆーじょー（2011年）

BeForU
- Red Rocket Rising（2006年）

fhána
- ケセラセラ（2013年）
- tiny lamp（2013年）
- divine intervention（2014年）

FUNKY MONKEY BABYS
- ふるさと（2009年）

福田桃代
- Summer Love Story（2012年）
- ありがとう〜大切なあなたへ〜（2012年）

福耳
- LOVE & LIVE LETTER（2012年）

風男塾
- チェンメン天国（2014年）

petit milady
- azurite（2014年）

BLiSTAR
- パラレル・ワールド（2009年）
- 東京稲妻（2010年）

Prizmmy☆
- BOY MEETS GIRL（2013年）

FLOW
- ロッククライマーズ（2012年）
- ベッキー♪#
- MY FRIEND 〜ありがとう〜（2012年）

ふわふわ
- フワフワSugar Love（2016年）

Berryz工房
- 雄叫びボーイ WAO!（2010年）

Base Ball Bear
- SUMMER ANTHEM（2008年）
- 神々LOOKS YOU（2009年）

BOYS AND MEN
- Wanna be!（2016年）

HOI FESTA
- 明日花（2005年）

BOYFRIEND
- Pinky Santa（2013年）

POSSIBILITY
- sanagi（2008年）

Microphone
- Headphone（2006年）

MICRON' STUFF
- Precious（2007年）

MAG!C☆PRINCE
- 絶対☆アイシテル!（2015年）

miwa
- 春になったら（2011年）
- Kiss you（2013年）

May'n
- Belief（2016年）

モーニング娘。
- わがまま 気のまま 愛のジョーク（2013年）
- 愛の軍団（2013年）

ももいろクローバーZ
- 行くぜっ!怪盗少女（ももいろクローバー名義、2010年）

ももちひろこ
- 桜ナミダ（2011年）

YA-KYIM
- コイノヨロコビ（2009年）

やすなとソーニャ
- キルミーのベイベー（2011年）

山崎育三郎
- Beginning（2017年）

山崎まさよし
- アフロディーテ（2012年）
- アルタイルの涙（2013年）

ゆいかおり
- Our Steady Boy（2010年）

U
- 刹那〜a sandglass of fate〜（2011年）

UNISON SQUARE GARDEN
- スカースデイル（2010年）

uri gagarn
- Resistor（2004年）

ラストアイドルファミリー
- 失恋乾杯（Love Cocchi）（2017年）

ЯeaL
- カゲロウ（2017年）
- Dead or Alive（2020年）

リュ・シウォン
- 万華鏡（2009年）

凛として時雨
- 想像のSecurity（2006年）

LinQ
- HANABI!!（2013年）

ルミカ
- door（2009年）

lostage
- RED（2007年）
- 母乳（2008年）
- SURRENDER（2009年）

ROACH
- scarlet（2007年）

ONE OK ROCK
- 内秘心書（2007年）
- 必然メーカー（2008年）
- 恋ノアイボウ心ノクピド（2008年）
- 完全感覚Dreamer（2009年）
- じぶんROCK（2010年）

### TV・CM
- ピーチ・ジョン（2006年 - 2010年）
- ケータイ小説サイト野いちご 『白いジャージ〜先生と私〜』（2007年）
- タイトー 『クッキングママ2』（2007年）
- タイトー 『ペットショップ物語 DS』（2008年）
- タカラトミー 『謎の未確認飛行物体「QFO」』（2008年）
- タカラトミー 『フラワーロック2.0』（2008年）
- タカラトミー 『i-SOBOT』（2008年）
- オフィスクリエイト 『クラフトママ』（2010年）
- オフィスクリエイト 『ベビーシッターママ』（2010年）
- 実業之日本社文庫 『白銀ジャック』（2010年）

### Web映像
- ユニクロ  『MIXPLAY』[10]（2006年）
- ユニクロ 『JUMP』[11]（2007年）
- トヨタ自動車 『Vitz』（2007年）
- タビオ 『くつしたからくじ』（2010年）
- ピーチ・ジョン 『2010年秋号』（2010年）
- アイペット損保『乃木坂46×アイペット』（2017年）

### その他
- パナソニック 『A day with GX1』(LUMIX GX1スペシャルサイト[12]、2011年）
- 富士通 『スマートフォンF-12C』（イベント用映像、2011年）
- 乃木坂46 『33人のクリエーター×乃木坂46「33人ぶらり旅」中田花奈×福居英晃』（「走れ!Bicycle」特典映像、2012年）
- 乃木坂46 『中元日芽香×福居英晃』（「君の名は希望」特典映像、2013年）
- 乃木坂46 『衛藤美彩×福居英晃 いたずらな片想い』（「バレッタ」特典映像、2013年）
- バンダイナムコゲームス 『AKB1/149 恋愛総選挙』（ゲーム内映像、2012年）
- 高橋書店 『手帳は高橋』（店頭用映像、2012年）
- 東京女子流 『Partition Love -Short Movie- 』（「Partition Love」特典映像、2014年）